# Gazdare
Gazdare es un pueblo ubicado en la municipalidad de Medveđa, en el distrito de Jablanica, Serbia.

## Superficie
Posee una superficie de 14,51 kilómetros cuadrados.

## Demografía
Hasta 2011 la población era de 458 habitantes, con una densidad de población de 31,55 habitantes por kilómetro cuadrado.